# Alfred Römer
Alfred Römer (* 29. Juni 1909 in Zistersdorf; † 11. Juni 1975 in Wien) war ein österreichischer Politiker (ÖVP), Uhrmacher und Juwelier. Er war von 1953 bis 1956 Abgeordneter zum Österreichischen Nationalrat.

## Leben
Römer besuchte nach der Volksschule die Bürgerschule und erlernte den beruf des Uhrmachers. In der Folge war er als Inhaber der Uhren- und Juwelenfirma Josef Honeck aktiv. Römer engagierte sich als Innungsmeister der Juweliere und Uhrmacher Österreichs, war Vorsteher des Landesgremiums Wien für den Kleinhandel mit Juwelen sowie Gold- und Silberwaren und wirkte als Obmannstellvertreter der Sektion Gewerbe der Kammer der gewerblichen Wirtschaft in Wien. Zudem war er Kammerrat der Bundeskammer der gewerblichen Wirtschaft. Römer vertrat die ÖVP zwischen dem 18. März 1953 und dem 8. Juni 1956 als Abgeordneter zum Nationalrat. Nach seinem Tod wurde er am 20. Juni 1975 auf dem Neustifter Friedhof bestattet.
Römer wurde der Berufstitel Kommerzialrat verliehen.